# (6460) Bassano
Pour les articles homonymes, voir Bassano.
(6460) Bassano est un astéroïde de la ceinture principale.

## Description
(6460) Bassano est un astéroïde de la ceinture principale. Il fut découvert par Ulisse Quadri et Luca Pietro Strabla le 26 octobre 1992 à Bassano Bresciano. Il présente une orbite caractérisée par un demi-grand axe de 2,25 UA, une excentricité de 0,106 et une inclinaison de 3,22° par rapport à l'écliptique.
Il fut nommé d'après la commune de Bassano Bresciano en Lombardie, Italie du Nord.

## Compléments